# The Windows of the World
The Windows of the World è un album della cantante statunitense Dionne Warwick, pubblicato dall'etichetta discografica Scepter nel 1967.
L'album è prodotto da Burt Bacharach e Hal David, che sono autori dei primi 6 brani dei 10 in scaletta, dei quali Bacharach cura anche gli arrangiamenti.
Dal disco vengono tratti i singoli The Windows of the World e I Say a Little Prayer.

## Tracce

### Lato A
1. I Say a Little Prayer
2. Walk Little Dolly
3. The Beginning of Loneliness
4. Another Night
5. The Windows of the World

### Lato B
1. (There's) Always Something There to Remind Me
2. Somewhere
3. You're Gonna Hear from Me
4. Love
5. What's Good About Goodbye